# Fonyó Antal
Fonyó Antal (Szatmárnémeti, 1919. július 23. – Szeged, 1981. december 3.) büntetőjogász, egyetemi tanár, az állam- és jogtudományok kandidátusa (1961).

## Életpályája
1937-ben érettségizett Huszton. 1937–1938 között Pozsonyban jogi tanulmányokat folytatott. 1939–1942 között a budapesti tudományegyetemen tanult. A jogi doktorátus megszerzése után ügyvédjelölt, a demokratikus rendőrség tisztje, a Budapesti Rendőr-főkapitányság főelőadója és csoportvezetője volt. 1951-től az ELTE büntetőjogi tanszékén oktatott. 1957. október 1-től a szegedi József Attila Tudományegyetem tanszékvezető egyetemi docense, 1962. augusztus 1-től professzora volt. 1960-tól az Association Internationale de Droit Pénal tagja volt. 1960–1964 között a jogi kar dékánja is volt. 1963-tól a Magyar Tudományos Akadémia Tudományos Minősítő Bizottsága Állam- és Jogtudományi Szakbizottságának tagja volt.

### Munkássága
Leginkább büntetéstani kérdésekkel, továbbá a népgazdaság elleni, valamint a vagyon elleni bűncselekményekkel foglalkozott. Több büntetőjogi tankönyv társszerzője volt. Az Igazságügyminisztérium által szervezett Büntetőjogi Koordinációs Bizottság tagjaként részt vett az 1978. évi Btk. törvényalkotásában. Tagja volt a Művelődési Minisztérium Jogi Szakbizottságának.
Temetése Budapesten, a Rákoskeresztúri temetőben történt.

## Művei
- A bűntetteket megállapító hatályos jogszabályok (társszerzőkkel, Budapest, 1951)
- A büntető törvénykönyv kommentárja (társszerzőkkel, Budapest, 1968)
- Büntetőjogi módszerek és eszközök fejlődése a Magyar Népköztárság büntetőjogában (társszerzőkkel, Budapest, 1974)
- Magyar büntetőjog. Különös rész (II. társszerzőkkel, Budapest, 1981)

## Díjai
- Közbiztonsági Érem (1951)
- Igazságügy Kiváló Dolgozója (1979)
- Oktatásügy Kiváló Dolgozója (1979)
- Szalay László-emlékérem (1980)[4]